# Lomé I
Le Lomé I est un club de football togolais basé à Lomé, capitale du pays. 
Il remporte trois championnats consécutifs dans les années 1970, entre 1974 et 1976. Ces titres lui permettent de participer à trois reprises à la Coupe des clubs champions africains, avec un certain succès, puisque le club va atteindre à deux reprises le dernier carré de la compétition, en 1975 et 1977. 

## Palmarès
- Championnat du Togo
  - Vainqueur : 1974, 1975, 1976

- Coupe des clubs champions africains
  - Demi-finaliste : 1975 et 1977

## Joueurs notables
- Luc Agbala : 1972-1977